# 日本テレビ番組対抗歌合戦!!
『日本テレビ番組対抗歌合戦!!』（にほんテレビばんぐみたいこううたがっせん）は、1977年1月2日と1978年1月1日に日本テレビ系列局で正月特別番組として放送された日本テレビ製作の音楽バラエティ番組である。正式名称は『'××おめでとう日本テレビ番組対抗歌合戦!!』（「××」には西暦の下2桁が入る）で、1978年版は日本テレビ開局25年記念番組の1つとして放送された。

## 概要
当時の日本テレビ製作番組に出演していたタレント約200人が番組ごとにチームを組んで出場し、歌合戦を繰り広げていた正月特番。出場者たちは、おのおの趣向を凝らした衣装を着て参加していた。司会は、当時日本テレビのアナウンサーだった徳光和夫と福留功男が務めていた。収録は2回とも中野サンプラザで行われた。
優勝チームにはハワイ旅行がチームメンバー全員に贈られた。この他にも「準優勝」「チームワーク賞」「熱演賞」「アイデア賞」などの9種類の賞があり、それぞれの該当チームに贈られた。
この正月特番のノウハウは翌1979年から放送の正月特番『番組対抗かくし芸大会』へと受け継がれ、司会の徳光と福留も引き続き同特番を担当した。なお、1981年10月7日に放送された日本テレビ初の期首特番『'81秋・全番組総出演!激唱!!オールスター』で番組対抗の歌合戦が復活したものの、こちらはわずか1回で終了した。

## 放送日時
いずれも日本標準時。
- 第1回：1977年1月2日（日曜） 19:30 - 21:54
- 第2回：1978年1月1日（日曜） 19:00 - 21:54

## 参加番組

### 1977年
- 伝七捕物帳（四代目中村梅之助主演版）
- いろはの"い"
- 火曜劇場 愛の嵐
- 太陽にほえろ!
- 俺たちの朝
- 桃太郎侍（高橋英樹主演版）
- NTV紅白歌のベストテン
- 東芝ファミリーホール特ダネ登場!?
- それは秘密です!!
- カックラキン大放送!!
- 金曜10時!うわさのチャンネル!!
- テレビ三面記事 ウィークエンダー
- 11PM
- 笑点
- スター誕生!
- ごちそうさま

### 1978年
- 太陽にほえろ!
- 桃太郎侍
- 月曜スター劇場 ひまわりの家
- シャープ・スターアクション
- テレビ三面記事 ウィークエンダー
- NTV紅白歌のベストテン
- カックラキン大放送!!
- 東芝ファミリーホール特ダネ登場!?
- 金曜10時!うわさのチャンネル!!
- それは秘密です!!
- TVジョッキー日曜大行進
- 俺たちの祭
- カリキュラマシーン
- ヒット'78＋時間だヨ!アイドル登場
- 11PM
- お昼のワイドショー
- 大都会（第1作）
- 金曜劇場・祭ばやしが聞こえる
- いのちの絶唱
- ごちそうさま
- うどん一代（昼ドラ）
- やじうま寄席
- ミセス&ミセス
- おはよう!こどもショー
- 花ぼうろ
- びっくり日本新記録（第1期・小林亜星司会時代）
- 笑点

## 補足
当時の日本テレビ製作ドラマのうち、『グランド劇場』（現・土曜ドラマ）は本特番には参加していない。また、『元祖天才バカボン』『ルパン三世（第2作）』『新・巨人の星』などのテレビアニメも参加していないが、このうち『ルパン三世』は1980年に放送の第2回『番組対抗かくし芸大会』に参加した。